# Dichrostachys
Dichrostachys é um género botânico pertencente à família Fabaceae.

## Espécies
- Dichrostachys akataensis Villiers
- Dichrostachys arborescens (Benth.) Villiers
- Dichrostachys bernieriana Baill.
- Dichrostachys cinerea (L.) Wight & Arn.
- Dichrostachys dehiscens Balf. f.
- Dichrostachys dumetaria Villiers
- Dichrostachys kirkii Benth.
- Dichrostachys paucifoliolata (Scott-Elliot) Drake
- Dichrostachys richardiana Baill.
- Dichrostachys santapaui Sebast. & Ramam.
- Dichrostachys scottiana (Drake) Villiers
- Dichrostachys spicata (F. Muell.) Domin
- Dichrostachys tenuifolia Benth.
- Dichrostachys unijuga Baker
- Dichrostachys venosa Villiers